# Piaggio X9
Il Piaggio X9 è uno scooter prodotto dalla casa motociclistica italiana Piaggio da fine 2000 al 2009 nello stabilimento di Pontedera.

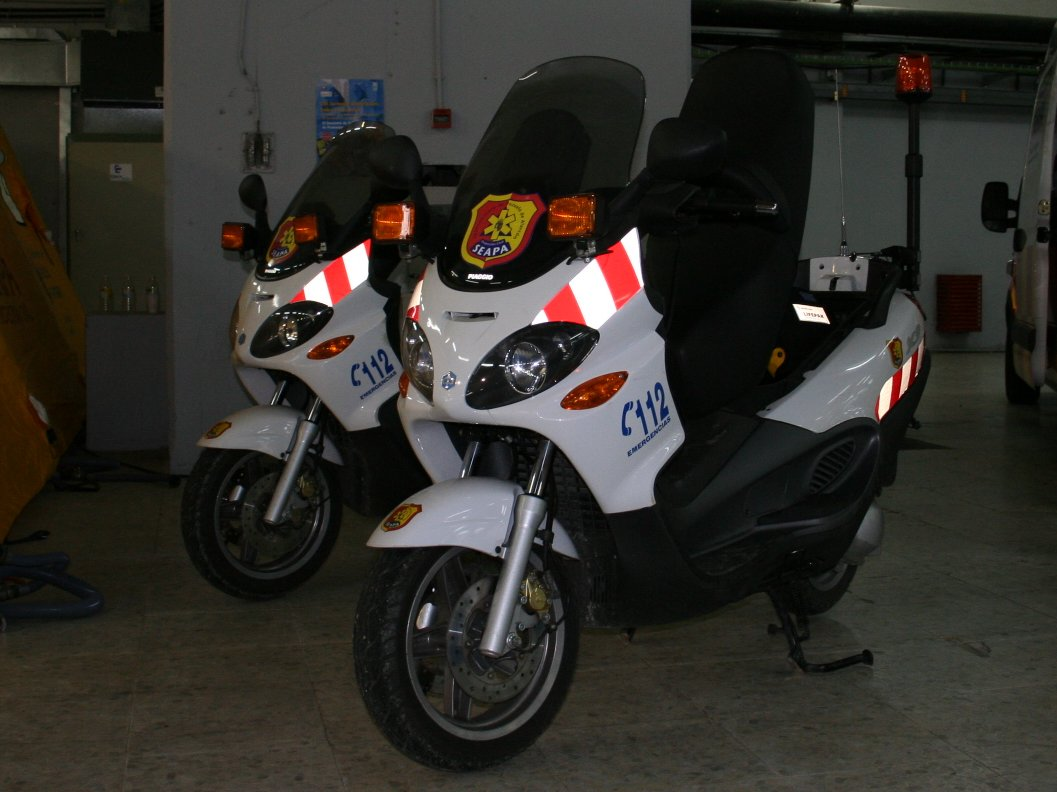
Piaggio X9

## Descrizione
Presentato nel marzo 2000 in versione da 250 cc con 20 CV, tre anni dopo nel 2003 è stato sottoposto ad un primo restyling venendo rinominato X9 Evolution. La produzione è stata interrotta nel 2009.
L'X9 era disponibile in quattro diverse motorizzazioni. La versione d'accesso era equipaggiata con un propulsore da 125 da 15 CV e pesava 179 chilogrammi. Le altre varianti disponibili erano un 180 cm³, un 250 cm³ e un 459 cm³, quest'ultimo con una potenza massima di 39 CV.
Tutti i modelli erano dotati di un quadro strumenti con quattro elementi rotondi analogici posti sotto il cupolino, con più di un display che fungeva da computer di bordo posto invece sul manubrio. ABS era optional.